# Meran 2000

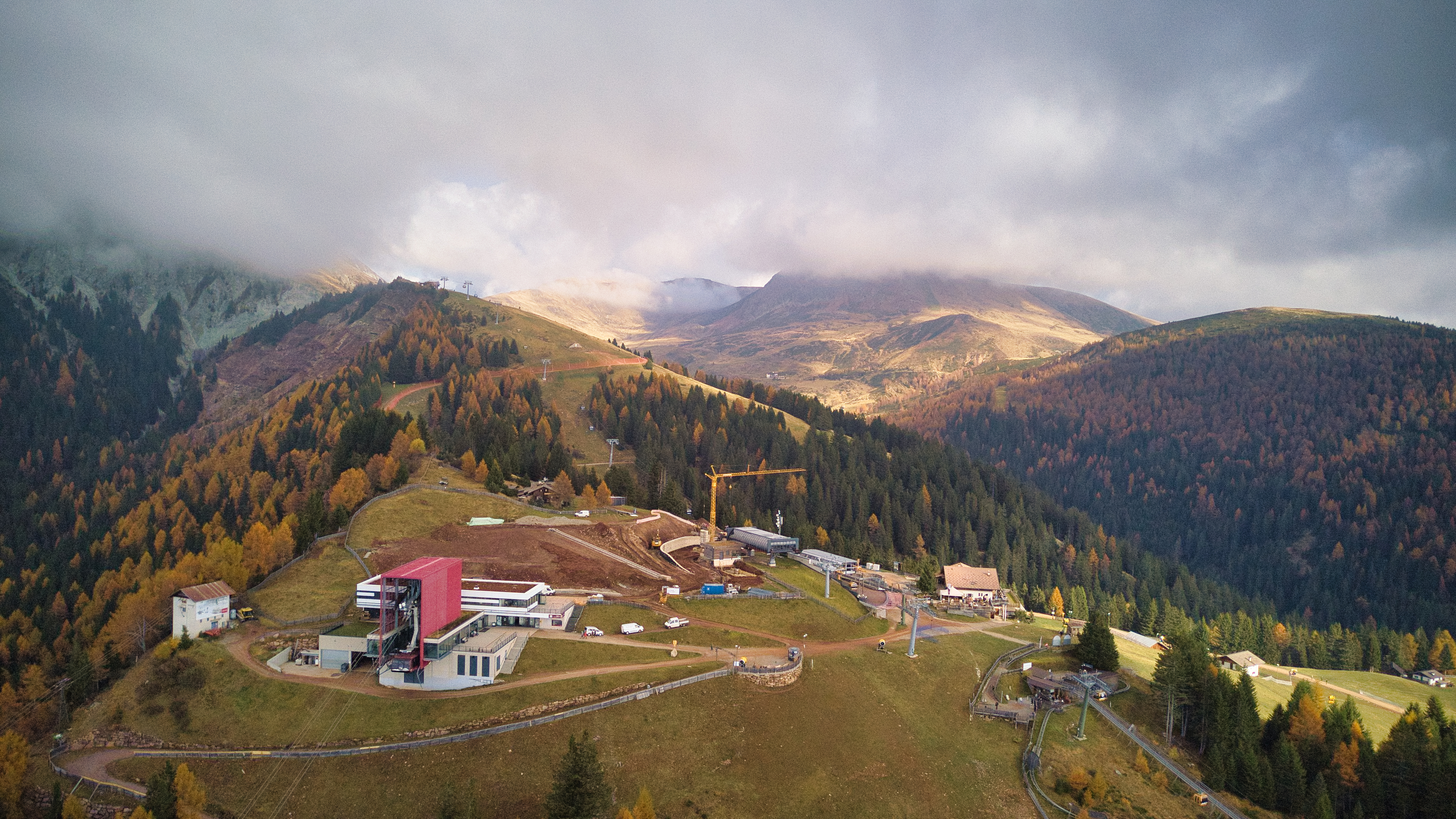
Meran 2000 Bergstation, 2024

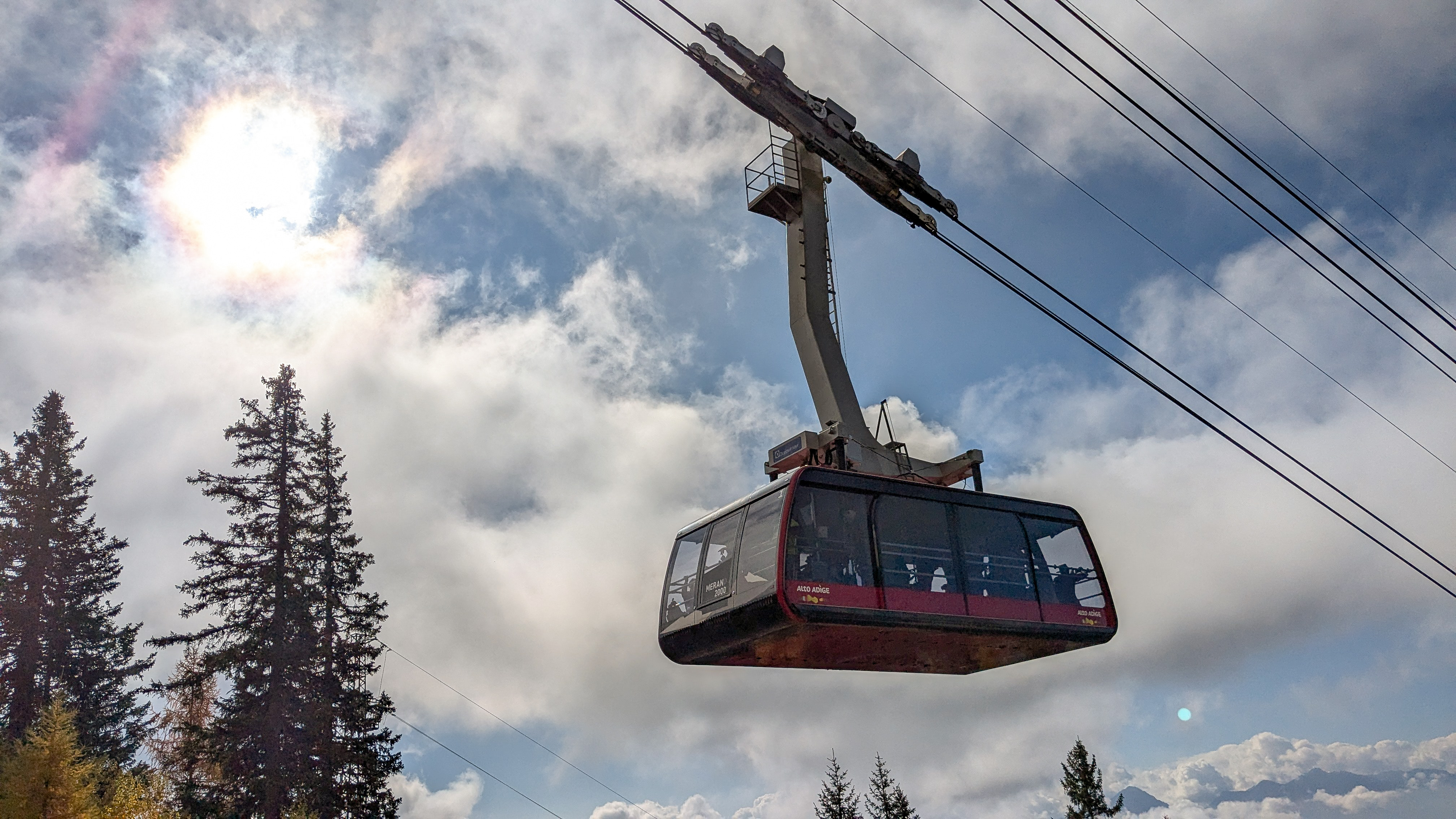
Seilbahn Meran 2000

Das Ski- und Wandergebiet Meran 2000 liegt unter dem Berg Ifinger im Burggrafenamt auf einem Hochplateau oberhalb Meran am Tschögglberg in Südtirol. Es hat 40 km Alpin-Pisten, 3 km Naturrodelbahn, 3 km Langlaufloipe, 1 Snowpark und reicht von 1670 bis 2300 m Höhe. Von Meran aus ist das Gebiet direkt über die Seilbahn Meran 2000 ab Naif oder durch eine Umlaufbahn ab Falzeben erreichbar. Das Ski- und Wandergebiet erstreckt sich hauptsächlich auf dem Gemeindegebiet von Hafling, berührt aber auch zu den Gemeinden Schenna und Sarntal gehörende Flächen.
Im Sommer wird das Gebiet von Touristen und Einheimischen gleichermaßen als Wander- und Naherholungsort genutzt. Das Wegenetz verbindet mehrere bewirtschaftete Almen (Waidmannalm, Grüblalm, Kirchsteigeralm), Hütten – beispielsweise Meraner Hütte, Kesselberghütte, Kuhleitenhütte und Mittagerhütte – und leichte Gipfel wie den Großen Mittager (2422 m) und Kleinen Mittager (2305 m). Über das Missensteiner Joch (2128 m) ist ein Übergang zum Hirzer möglich, über die Kuhleitenhütte geht es zum Ifinger. Der Klettersteig Heini Holzer erstreckt sich von der Bergstation Piffinger Köpfl bis zum Kleinen Ifinger und führt weiter auf dem Großen Ifinger.
Ein großer Kinderspielplatz, das Outdoor Kids Camp, befindet sich an der Bergstation der Seilbahn. Das Kinderareal hat auch einen Streichelzoo und ist kostenlos zugänglich.
Seit Oktober 2006 ist die neue Bergachterbahn (Alpin Bob) in Betrieb. Es handelt sich um die erste Bergachterbahn Südtirols.
Das Skigebiet ist angeschlossen an die Ortler Skiarena.
Die Seilbahn Meran 2000 ist eine Pendelbahn mit zwei Kabinen für je 120 Personen.
Die Bahn wurde 2010 von der Firma Doppelmayr erbaut und überwindet einen Höhenunterschied von 1251 m. Die Fahrgeschwindigkeit beträgt 11 Meter pro Sekunde, was einer Fahrzeit von 6 Minuten entspricht. Die Förderleistung beträgt 850 Personen pro Stunde, die Betriebslänge der Bahn 3647 m.

## Liftanlagen
- 1 Pendelbahn
- 2 Kabinenbahn
- 2 Sessellift mit kuppelbaren Klemmen
- 2 Sessellifte mit festen Klemmen
- Babylift
- ganzjährig betriebener Alpine Coaster